# Mezouň
Mezouň je obec v okrese Beroun ve Středočeském kraji. Leží asi dvanáct kilometrů severovýchodně od Berouna. Žije zde 586 obyvatel.

## Historie
První písemná zmínka o obci pochází z roku 1025.

## Obyvatelstvo
Vývoj počtu obyvatel a domů (podle sčítání lidu)
| Rok  | Počet obyvatel | Počet domů |
| ---- | -------------- | ---------- |
| 1869 | 343            | 46         |
| 1880 | 368            | 55         |
| 1890 | 410            | 58         |
| 1900 | 475            | 65         |
| 1910 | 521            | 75         |
| 1921 | 480            | 81         |
| 1930 | 584            | 111        |
| 1950 | 531            | 149        |
| 1961 | 484            | 140        |
| 1970 | 465            | 140        |
| 1980 | 436            | 131        |
| 1991 | 397            | 144        |
| 2001 | 410            | 148        |
| 2011 | 541            | 183        |
| 2021 | 576            | 203        |

## Obecní správa

### Územněsprávní začlenění
Dějiny územněsprávního začleňování zahrnují období od roku 1850 do současnosti. V chronologickém přehledu je uvedena územně administrativní příslušnost obce v roce, kdy ke změně došlo:
- 1850 země česká, kraj Praha, politický okres Smíchov, soudní okres Beroun[6]
- 1855 země česká, kraj Praha, soudní okres Beroun
- 1868 země česká, politický okres Hořovice, soudní okres Beroun
- 1936 země česká, politický i soudní okres Beroun[7]
- 1939 země česká, Oberlandrat Kolín, politický i soudní okres Beroun[8]
- 1942 země česká, Oberlandrat Praha, politický i soudní okres Beroun[9]
- 1945 země česká, správní i soudní okres Beroun[10]
- 1949 Pražský kraj, okres Beroun[11]
- 1960 Středočeský kraj, okres Beroun
- 2003 Středočeský kraj, okres Beroun, obec s rozšířenou působností Beroun

### Obecní symboly
Znak a vlajka byly obci uděleny rozhodnutím předsedy Poslanecké sněmovny Parlamentu České republiky dne 24. listopadu 2014.

## Společnost

### Rok 1932
V obci Mezouň (580 obyvatel) byly v roce 1932 evidovány tyto živnosti a obchody: 4 hostince, 2 hrnčíři, kapelník, kolář, krejčí, akademický malíř, malíř pokojů, obuvník, 2 řezníci, 5 obchodů se smíšeným zbožím, švadlena, trafika.

## Pamětihodnosti
- Venkovská usedlost č. p. 17
- Nohejbalové hřiště
- Venkovská usedlost č. p. 3 na návsi
- Kaplička sv. Jana Nepomuckého

## Doprava
Dopravní síť
- Pozemní komunikace – Do obce vedou silnice III. třídy.

- Železnice – Železniční trať ani stanice na území obce nejsou. Nejblíže je železniční zastávka Nučice zastávka, na které jezdí linka S6 ve vzdálenosti 1,5 km na trati 173 Praha - Rudná - Nučice - Beroun.

Veřejná doprava 2018
- Autobusová doprava – V obci měla v roce 2018 zastávku autobusová linka Pražské Integrované dopravy číslo 311, která jezdí z pražského Zličína, přes Rudnou, Nučice, Vysoký Újezd, Mořinu (zde je zhruba polovina spojů ukončena) a dále na Mořinku a Lety do zastávky Řevnice, náměstí. Tato linka jezdí poměrně často a zajišťuje obyvatelům obce slušné dopravní spojení s Prahou. Dopravcem je Arriva Střední Čechy.